# Milicias del Partido Colorado

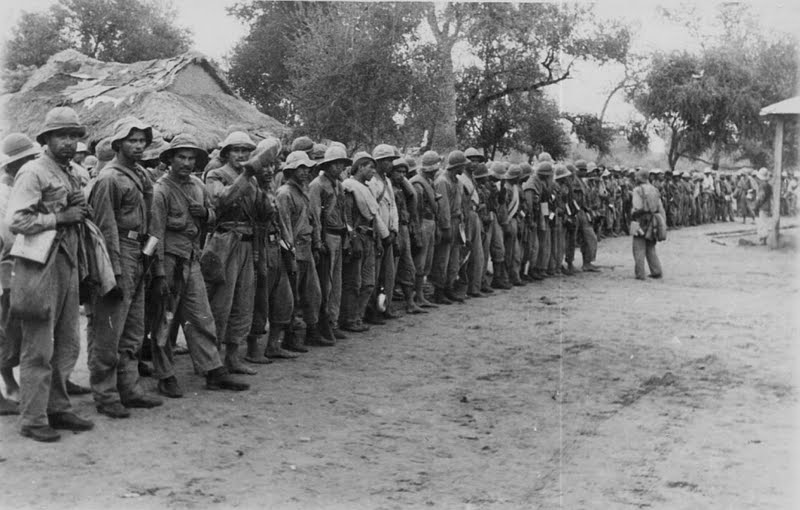
Tropas paraguayas en Fortín Alihuatá durante la guerra del Chaco. Después de la guerra, muchos soldados paraguayos desmovilizados se unieron a organizaciones paramilitares rurales del país.

Las milicias del Partido Colorado fueron varias milicias y organizaciones paramilitares creadas por el Partido Colorado de Paraguay a lo largo del siglo XX. Defendieron intereses y posiciones de partido por la fuerza y participaron activamente en conflictos civiles armados, desempeñando un papel decisivo en la guerra civil paraguaya de 1947. Durante el período de partido único en Paraguay, fueron componentes claves del aparato represivo de la dictadura de Alfredo Stroessner. Su orientación ideológica se enmarcó en doctrinas de extrema derecha, con énfasis en el anticomunismo, combinando posturas tradicionalistas, autoritarias y, en algunos sectores, de filiación fascista.

## Pynandí
Las formaciones paramilitares han sido comunes en la historia política de Paraguay desde la época de la guerra de la Triple Alianza. Los partidos políticos intentaron adquirir sus propias organizaciones militantes. Esto fue especialmente cierto en el caso del partido conservador de derecha Partido Colorado.
A partir de finales del siglo XIX se organizaron milicias campesinas de partidarios rurales del Partido Colorado. En el segundo cuarto del siglo XX recibieron el nombre colectivo de pynandí (que en idioma guaraní significa «descalzos»). Estos destacamentos se reclutaban, por regla general, entre el campesinado pobre, y a menudo estaban compuestos por indios guaraníes. Su ideología involucraba sentimientos tradicionalistas conservadores combinados con nacionalismo republicano.
El grado de organización de los pynandí fue al principio bajo. No había una estructura unificada, mando y disciplina. Armas obsoletas fueron seleccionadas por cada participante de forma independiente; a menudo limitadas a armas para combate cuerpo a cuerpo o simplemente garrotes. Al mismo tiempo, los pynandí estaban profundamente motivados: admiración por la autoridad de los líderes del partido, interés en obtener favores de la dirección del Partido Colorado y fe en la ideología del partido. El número de pynandí llegó a superar en algunos momentos las 15 mil personas. Estas formaciones establecieron el régimen de hegemonía colorada en los pueblos, y dieron como resultado que la oposición política fuera duramente perseguida en las zonas rurales del país.

## Guión Rojo
Los pynandí se convirtieron en el modelo y base de otras formas de organización paramilitar del Partido Colorado. En 1938, el líder colorado Natalicio González emprendió la reforma de la milicia del partido. Formó el equivalente urbano del pynandí, los Grupos de Acción Colorada (GAC), y en 1942 organizó parte de estas formaciones urbanas y rurales en la milicia Guión Rojo.
La forma en que la nueva estructura se diferenciaba de los pynandí era que tenía una composición social más amplia: no sólo participaban los campesinos, sino también la pequeña burguesía urbana, trabajadores, criminales e intelectuales de derecha. El Guión Rojo estaba mejor organizado y se adhería a una ideología más clara de radicalismo de extrema derecha (en muchos aspectos cercana al fascismo) y anticomunismo. Se distinguieron por una lealtad personal a su fundador Natalicio González.
El Guión Rojo y los pynandí jugaron papeles importantes en la guerra civil paraguaya de 1947. Estos destacamentos determinaron en gran medida su resultado a favor de las fuerzas de derecha y del gobierno de Higinio Morínigo. Durante este tiempo, sus militantes se hicieron famosos por su crueldad, no sólo en la batalla, sino también en sus represalias posteriores contra los partidarios de los rebeldes derrotados.
En la posguerra, el Guión Rojo ayudó a González a ascender a la presidencia y consolidar el poder, pero las actividades de los «guionistas» se desvanecieron gradualmente luego del derrocamiento de González en 1949 y su posterior exilio en 1950. Los pynandí fueron restaurados en una formación más organizada y regular. El Guión Rojo se disolvió formalmente en 1966, pero algunos de sus líderes, como Edgar L. Ynsfrán y Juan Manuel Frutos Fleitas, se convirtieron en figuras políticas importantes en Paraguay.

## Bajo la dirección de Stroessner
En 1954, las organizaciones paramilitares del Partido Colorado apoyaron con entusiasmo el golpe de Estado y el ascenso al poder del general Alfredo Stroessner.
La dictadura de Stroessner no puede entenderse sin enfatizar el papel del Partido Colorado y, en última instancia, de los ejércitos guerrilleros de la guerra civil.
Bajo el ministro del Interior Edgar L. Ynsfrán y, más tarde, su sucesor Sabino Augusto Montanaro, se crearon en Paraguay organizaciones más represivas y escuadrones de la muerte subordinados al gobierno. Se organizaron dos servicios especiales bajo el Ministerio del Interior: el Departamento de Investigaciones de la Policía Metropolitana (DIPC) bajo el liderazgo del Pastor Coronel, y la Dirección Nacional de Asuntos Técnicos (DNAT) dirigida por Antonio Campos Alum. Ambas unidades estaban especializadas en la represión política.

### Lospynandíbajo el régimen de Stroessner
En la segunda mitad de la década de 1950, las milicias pynandí ayudaron a las tropas gubernamentales y a la policía a reprimir el movimiento guerrillero de izquierda contra Stroessner, utilizando violencia extrema y tortura contra los insurgentes. La atmósfera que ayudaron a crear en el campo paraguayo impidió cualquier apoyo masivo a los partisanos.
Los pynandí mantuvieron su importancia durante todo el período de la dictadura stronista. Ayudaron activamente al Partido Colorado, a la policía y a las agencias de inteligencia, estuvieron involucrados en acciones a favor del gobierno en las ciudades - por ejemplo, en 1973 los pynandí realizaron una poderosa contramanifestación en Asunción, cambiando la situación a favor del gobierno. La milicia rural del partido jugó un papel destacado en el peculiar «sistema de controles y equilibrios» creado por el dictador. Subordinados a Stroessner en la línea del partido, los pynandí eran una fuerza armada alternativa que limitaba las ambiciones del mando del ejército.
Los paramilitares del partido gobernante fueron una herramienta importante, ya que sus esfuerzos reprimieron los intentos de reanudar los movimientos insurgentes de izquierda. Juan Manuel Frutos Fleitas, el organizador de la reforma agraria y principal ideólogo del régimen, era él mismo un exmiembro de la milicia Guión Rojo.

### Macheteros de Santaní
El máximo funcionario del aparato punitivo, el director del DIPC, Pastor Coronel, además de dirigir el DIPC, creó destacamentos llamados «Macheteros de Santaní». Su nombre y su particularidad radicaba en que representaban principalmente a la ciudad de San Estanislao (apodada «Santaní»), de donde era oriundo Coronel, y portaban machetes como su principal arma. Dependiendo de su estatus social, los miembros de estas unidades eran estudiantes universitarios o campesinos locales. Los macheteros atacaban y golpeaban a los opositores, y en ocasiones cometieron asesinatos. También participaron en actos del Partido Colorado, creando un poderoso séquito con marchas en las que blandían machetes en alto.

### Grupos de Acción Anticomunista
El ministro de Justicia y Trabajo, José Eugenio Jacquet, fundó los Grupos de Acción Anticomunista (GAA). Con funciones similares a las de una policía secreta, cooperaban con la policía civil y las unidades del ejército. Se dedicaban principalmente al espionaje de la oposición y transmitían la información a los organismos de investigación política. Fueron responsables de muchas de las violaciones de derechos humanos durante el periodo stronista. Funcionarios del Ministerio de Justicia, como Rubén Candia Amarilla, futuro ministro del Interior y fiscal general del Paraguay, dirigían células separadas. En términos de estructura y propósito, la GAA fue comparada con la Triple A argentina.
A diferencia de algunas de las otras milicias, la GAA intentó mantener un perfil bajo. Organizativamente, estaban vinculados a la Liga Anticomunista Mundial a través de su rama paraguaya, que estaba dirigida por Juan Manuel Frutos Fleitas y Antonio Campos Alum.

### Garroteros
Otra rama de las milicias coloradas estaba dirigida por Ramón Aquino, presidente de la seccional 14 del Partido Colorado en el barrio marginal Ricardo Brugada, apodado «Chacarita», en Asunción. Las milicias dirigidas por Aquino se llamaban Garroteros (por portar garrotes). Los Garroteros se distinguían por una composición social específica: en su mayoría militantes de grupos del crimen organizado local y jóvenes delincuentes de los barrios marginales. Los observadores se referían a ellos como los «pandilleros de la Chacarita». Actuaron con métodos típicos de escuadrones de asalto, aunados a una ideología de anticomunismo extremo y actitudes populistas en la versión de criminales que profesan la anarquía. Las acciones de los Garroteros adquirieron amplia notoriedad: infundir terror contra sospechosos de pertenecer al Partido Comunista Paraguayo, golpizas a estudiantes opositores de la Universidad Católica Nuestra Señora de la Asunción, y ataques a médicos en huelga.

### Rol durante la división del partido
El final de la década de 1980 estuvo marcado por una crisis política general en Paraguay y una escisión en el Partido Colorado. La facción de los «tradicionalistas» abogó por la salida de Stroessner del poder y la implementación de algunas reformas democráticas liberales en línea con la tendencia mundial, mientras que la facción de las «militancias» se mantuvo leal a Stroessner, quiso mantener las medidas de seguridad del régimen y apoyó al hijo de Stroessner, Gustavo, como su sucesor. Los líderes de las militancias eran el ministro del Interior Sabino Augusto Montanaro y los comandantes de las milicias del partido - José Eugenio Jacquet, Pastor Coronel y Ramón Aquino (Montanaro y Jacquet pertenecían al llamado «Cuatrinomio de Oro», un grupo de políticos íntimamente vinculados a Stroessner). Al mismo tiempo, Edgar L. Ynsfrán, que había sido destituido en 1966, apoyó a los tradicionalistas.
El 1 de agosto de 1987, las militancias triunfaron en la Convención del Partido Colorado y tomaron el control del partido. Las reuniones de tradicionalistas fueron dispersadas por los Garroteros, afiliados a las militancias.

## Después de Stroessner
Alfredo Stroessner fue finalmente depuesto durante el golpe de Estado del 2 y 3 de febrero de 1989, liderado por su consuegro y hasta entonces hombre de confianza, Andrés Rodríguez Pedotti, con el apoyo del ejército. Las militancias del partido no tuvieron tiempo de actuar y los tradicionalistas dieron su apoyo a Rodríguez y el nuevo gobierno comenzó a llevar a cabo varias reformas largamente demandadas. La represión política en su conjunto cesó. La nueva dirección del Partido Colorado renunció oficialmente a la violencia política. Las milicias del partido fueron disueltas. Algunos de los colaboradores del régimen de Stroessner, como Pastor Coronel y José Eugenio Jacquet, fueron llevados a juicio.
Desde entonces, entró en vigor una nueva constitución que impedía la reelección del presidente, como forma de evitar que los abusos de Stroessner volvieran a ocurrir en el país. Las fuerzas paramilitares dejaron de ser una herramienta política y hasta la fecha no han regresado.
En 2009, el empresario chileno-paraguayo Eduardo Avilés llamó a revivir las formaciones paramilitares anticomunistas. Avilés fue miembro de la organización de extrema derecha Patria y Libertad en Chile a principios de la década de 1970, y emigró a Paraguay durante la presidencia de Salvador Allende. Avilés se quejó de lo que llamó un «grave peligro comunista» en las políticas del presidente de izquierda Fernando Lugo y propuso públicamente la creación de un «Comando Anticomunista Paraguayo», un regreso a las antiguas organizaciones paramilitares. Sus comentarios fueron duramente criticados, siendo calificados como una expresión de una mentalidad obsoleta.